# 馬尼耶半島

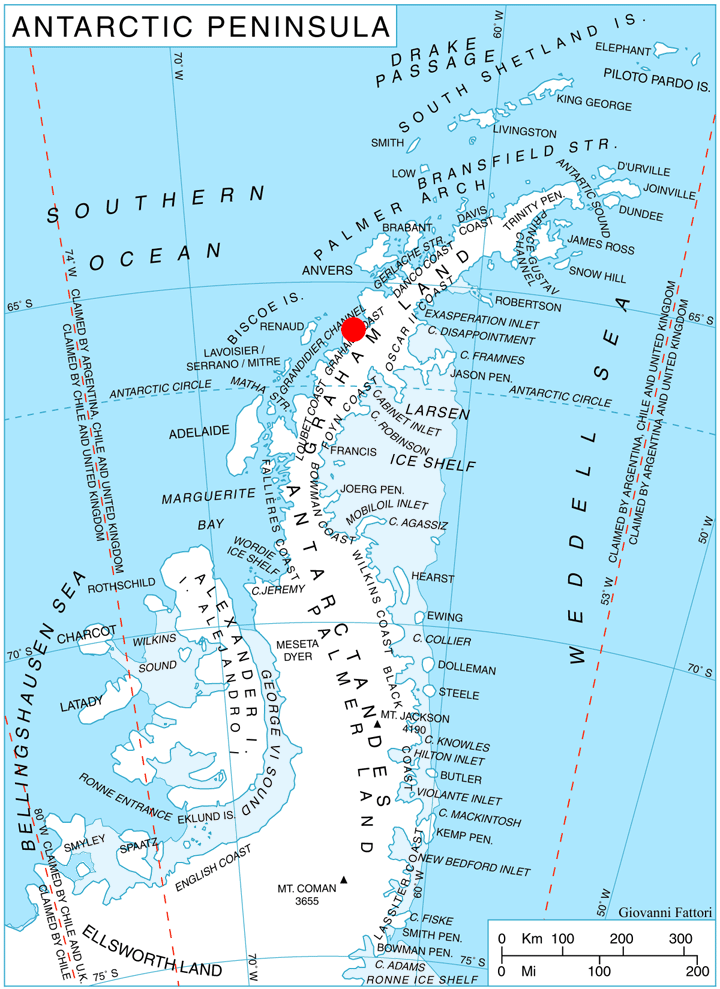

65°42′00″S 64°18′00″W / 65.70000°S 64.30000°W
馬尼耶半島（英語：Magnier Peninsula）是南極洲的半島，位於葛拉漢海岸，長18公里、寬17公里，東北面是勒魯灣，西南面是比戈灣，以智利山峰命名，現時由南極條約體系管理。

## 外部連結
- SCAR Composite Gazetteer of Antarctica （页面存档备份，存于）.